# Campeonato Asiático y de Oceanía de Judo de 2021
El XXIX Campeonato Asiático de Judo se celebró en Biskek (Kirguistán) entre el 6 y el 9 de abril de 2021 bajo la organización de la Unión Asiática de Judo y la Unión de Judo de Oceanía. En esta edición se disputaron en una sola competición el Campeonato Asiático y el Campeonato de Oceanía bajo la denominación «Campeonato Asiático y de Oceanía».
En total se disputaron catorce pruebas diferentes, siete masculinas y siete femeninas.

## Resultados

### Masculino
| Evento  | Oro                          | Plata                             | Bronce                                                           |
| ------- | ---------------------------- | --------------------------------- | ---------------------------------------------------------------- |
| –60 kg  | Naohisa Takato Japón         | Yang Yung-Wei China Taipéi        | Kubanychbek Aibek Uulu · Kirguistán · Lee Ha-Rim · Corea del Sur |
| –66 kg  | Sardor Nurillayev Uzbekistán | An Ba-Ul Corea del Sur            | Kim Lim-Hwan · Corea del Sur · Yeldos Zhumakanov · Kazajistán    |
| –73 kg  | An Chang-Rim Corea del Sur   | Somon Majmadbekov Tayikistán      | Qing Daga · China · Victor Scvorțov · Emiratos Árabes Unidos     |
| –81 kg  | Vladimir Zoloev · Kirguistán | Lee Moon-Jin Corea del Sur        | Sharofiddin Boltaboev Uzbekistán Saeid Molaei Mongolia           |
| –90 kg  | Davlat Bobonov Uzbekistán    | Shoichiro Mukai Japón             | Komronshoj Ustopiriyon Tayikistán Gwak Dong-Han Corea del Sur    |
| –100 kg | Aaron Wolf Japón             | Mujammadkarim Jurramov Uzbekistán | Eri Hemubatu China Muzaffarbek Turoboyev Uzbekistán              |
| +100 kg | Hisayoshi Harasawa Japón     | Kim Min-Jong Corea del Sur        | Kim Sung-Min Corea del Sur Temur Rajimov Tayikistán              |

### Femenino
| Evento | Oro                            | Plata                           | Bronce                                                                |
| ------ | ------------------------------ | ------------------------------- | --------------------------------------------------------------------- |
| –48 kg | Li Yanan China                 | Abiba Abuzhakynova · Kazajistán | Lin Chen-Hao China Taipéi Gulnur Muratbaeva Uzbekistán                |
| –52 kg | Park Da-Sol Corea del Sur      | Diyora Keldiyorova Uzbekistán   | Hsu Lin-Hsuan China Taipéi Sita Kadamboeva Uzbekistán                 |
| –57 kg | Lu Tongjuan China              | Kim Ji-Su Corea del Sur         | Nilufar Ermaganbetova · Uzbekistán · Sevara Nishanbayeva · Kazajistán |
| –63 kg | Han Hee-Ju Corea del Sur       | Katharina Haecker Australia     | Cho Mok-Hee Corea del Sur Yang Junxia China                           |
| –70 kg | Gulnoza Matniyazova Uzbekistán | Kim Seong-Yeon Corea del Sur    | Sun Xiaoqian China Aoife Coughlan Australia                           |
| –78 kg | Yoon Hyun-Ji Corea del Sur     | Ma Zhenzhao China               | Chen Fei China Lee Jeong-Yun Corea del Sur                            |
| +78 kg | Xu Shiyan China                | Wang Yan China                  | Han Mi-Jin Corea del Sur Kim Ha-Yun Corea del Sur                     |

## Medallero
| Núm. | País                   | Oro | Plata | Bronce | Total |
| ---- | ---------------------- | --- | ----- | ------ | ----- |
| 1    | Corea del Sur          | 4   | 5     | 8      | 17    |
| 2    | China                  | 3   | 2     | 5      | 10    |
| 3    | Uzbekistán             | 3   | 2     | 5      | 10    |
| 4    | Japón                  | 3   | 1     | 0      | 4     |
| 5    | Kirguistán             | 1   | 0     | 1      | 2     |
| 6    | China Taipéi           | 0   | 1     | 2      | 3     |
| 6    | Kazajistán             | 0   | 1     | 2      | 3     |
| 6    | Tayikistán             | 0   | 1     | 2      | 3     |
| 9    | Australia              | 0   | 1     | 1      | 2     |
| 10   | Emiratos Árabes Unidos | 0   | 0     | 1      | 1     |
| 10   | Mongolia               | 0   | 0     | 1      | 1     |
|      | TOTAL                  | 14  | 14    | 28     | 56    |